# Лютий 2024
Лютий 2024 — другий місяць 2024 року, що розпочався у четвер 1 лютого та закінчиться у четвер 29 лютого.

## Свята та пам'ятні дні
- 2 лютого, п'ятниця — Стрітення Господнє
- 10 лютого — початок Китайського Нового 2024 року тварини Дракона. Це 4722 рік за китайським календарем (до 28 січня 2025 року).
- 14 лютого, середа — День всіх закоханих

## Події
- 1 лютого
  - Європейський Союз офіційно схвалив пакет фінансової допомоги на 50 мільярдів євро та продовжив розвивати відносини з Україною[1] після того, як Угорщина відкликала своє право вето[2]

- 2 лютого
  - Міжнародний суд ООН визнав частково прийнятними позовні вимоги України у справі щодо російських звинувачень у «геноциді» російськомовних на Донбасі[3]

- 3 лютого
  - Українські безпілотники дальнього радіусу дії атакували ще один нафтопереробний завод[4], що відбувається під час вторгнення Росії з 2022
  - ЄС допомагає Україні та що їх відносини чекає надалі[5]

- 4 лютого
  - Переможцями національного відбору на «Євробачення-2024» стали Jerry Heil та alyona alyona[6]

- 7 лютого
  - Війна в Україні[7]: російські авіаудари забрали п'ять життів (у Києві, Миколаєві) та протиповітряна оборона ЗСУ' України збила 44 цілі під час масованого ракетного удару Росії[8][9], яка витратила на ранкову атаку ~ 423,4 млн дол[10]
  - Disney оголосила про підготовку до придбання частки в Epic Games вартістю 1,5 млрд дол[11]

- 8 лютого
  - Новим головнокомандувачем Збройних сил України став Олександр Сирський[12]
  - Генералові Валерію Залужному надано звання Герой України з врученням ордена «Золота Зірка»[13]

- 9 лютого
  - Президент України вручив ордени «Золота Зірка» військовослужбовцям, яким надано звання Героя України, та родинам полеглих воїнів, удостоєних найвищого звання посмертно, а також Головнокомандувачу ЗСУ у 2021—2024 роках генералу Валерію Залужному[14]

- 10 лютого
  - Наїб Букеле був переобраний президентом Сальвадору за результатами загальних виборів[en][15]
  - Президентка Угорщини Каталін Новак подала у відставку у зв'язку з протестами щодо помилування у квітні 2023 року приховувача педофіла[16]
  - Володарем Кубка Азії з футболу стала збірна Катару[17]
  - Розпочався чемпіонат світу з кросу, що відбувся в хорватських містах Медулин і Пула[18].

- 11 лютого
  - Українська шаблістка Ольга Харлан виграла золоту нагороду етапу Кубка світу з фехтування на шаблях серед жінок у Лімі[19][20]
  - Александр Стубб обраний президентом Фінляндії, інаугурація призначена на 1 березня[21]
  - Microsoft знову, після 11 січня[22], випередила Apple і стала найдорожчою компанією у світі з ринковою капіталізацією $3,124 трлн[23]
  - Кубок африканських націй завоювала збірна Кот-д'Івуару[24]
  - Фільм «20 днів у Маріуполі» отримав премію Гільдії режисерів Америки[25]

- 14 лютого
  - За повідомленням ГУР МО України, українські розвідники потопили ворожий великий десантний корабель «Цезар Куніков» за допомогою морських дронів «MAGURA V5»[26]

- 15 лютого
  - Королівська родина Швеції та Президент України в Музеї шведської армії, Стокгольм відкрили знакову міжнародну музейну виставку «Перехрестя: 1000 років спільної історії Швеції та України»[27][28]
  - Відкрився Берлінський міжнародний кінофестиваль[29]

- 16 лютого
  - Почала роботу 60-та Мюнхенська конференція з безпеки[30]
  - У віці 47 років в колонії помер російський опозиційний політик Олексій Навальний[31]

- 17 лютого
  - Головнокомандувач ЗСУ Олександр Сирський оголосив про виведення українських військ з Авдіївки[32]

- 18 лютого
  - Оголошено переможців премії від Британської академії кіно і телевізійних мистецтв (BAFTA). Стрічка «20 днів у Маріуполі» лауреата Пулітцерівської премії Мстислава Чернова перемогла у номінації «Найкращий документальний фільм»[33][34][35]

- 20 лютого
  - Польські пікетувальники повністю заблокували кордон з Україною, перешкоджаючи експорту сільськогосподарських товарів[36]

- 21 лютого
  - У віці 86 років помер Герой України, дисидент, політв'язень радянських часів, народний депутат України кількох скликань Степан Хмара[37]

- 22 лютого
  - Безпілотний апарат Nova-C «Одіссей» компанії Intuitive Machines став першим приватним космічним човном, що здійснив посадку на Місяць[38]

- 23 лютого
  - Зростання капіталізації компанії Nvidia на $277 млрд стало найбільшим денним зростанням на Нью-Йоркській біржі в історії[39]

- 25 лютого
  - ФК «Ліверпуль» виграв Кубок англійської ліги і став найтитулованішим англійським клубом із 68-ма трофеями[40]

- 26 лютого
  - Держава завершила націоналізацію Запорізького виробничого алюмінієвого комбінату, що належав російському олігарху Олегу Дерипасці[41]